# Гендзіро Канеко
Гендзіро Канеко (яп. 金子 原二郎; нар. 8 травня 1944 року) — японський державний діяч, міністр сільського господарства, лісових угідь та рибного промислу Японії (2021 — 2022).

## Біографія
Народився 8 травня 1944 року в Ікіцукі, префектура Нагасакі (Нагасакі), Японія. Закінчив Університет Кейо.
Канеко вперше вступив на державну посаду як член регіональної асамблеї префектури Нагасакі у 1975 році. У 1983 році він висувався на місце в Палаті представників від своєї префектури, одне з яких тоді займав його батько Івадзо. Гендзіро здобув перемогу на виборах у грудні того ж року, а його батько помер через дев'ять днів після цього у віці 79 років.
Канеко тричі переобирався до Палати представників у 1986, 1990 та 1993 роках. 1998 року, під час свого п'ятого терміну в парламенті, Канеко пішов у відставку для участі у виборах губернатора Нагасакі. Він обіймав посаду голови префектури у 1998—2010 роках. У 2010 році він прийняв рішення не висуватися на четвертий губернаторський термін і публічно підтримав на виборах свого заступника Ходо Накамуру. З 2010 по 2022 рік Канеко представляв Нагасакі в японській Палаті радників парламенту Японії Палаті радників.
У жовтні 2021 року Канеко отримав портфель міністра сільського господарства, лісових угідь та рибного промислу Японії у кабінеті Фуміо Кісіди і обіймав цей пост по 10 серпня 2022 року.